# Liste der Wappen in Memmingen
Die Liste der Wappen in Memmingen zeigt die Wappen in der bayerischen Stadt Memmingen.

## Memmingen

Stadt Memmingen Gespalten; vorne in Gold ein halber, rot bewehrter schwarzer Adler am Spalt, hinten in Silber ein durchgehendes rotes Prankenkreuz. → Details
Landkreis Memmingen (1862–1972)

## Ehemalige Gemeinden mit eigenem Wappen

Gemeinde Amendingen
Gemeinde Buxach
Gemeinde Dickenreishausen
Gemeinde Eisenburg
Gemeinde Ferthofen
Gemeinde Hart
Gemeinde Steinheim
Gemeinde Volkratshofen